# Solomón Shereshevski
Solomón Veniamínovich Shereshevski (transliteración del ruso Соломон Вениаминович Шерешевский 1886 - 1958) fue un periodista ruso y mnemotécnico. Se hizo famoso después de una anécdota en los años 1905, cuando le dijeron que no tomara ningún apunte mientras asistía a un discurso. Pero para asombro de todos (y suyo también), él recordó todo el discurso perfectamente, palabra por palabra.
Shereshevski participó en muchos estudios psicológicos, la mayoría de ellos llevado por el neuropsicólogo Aleksandr Lúriya durante más de treinta años. A Shereshevski se le pidió memorizar fórmulas matemáticas complejas, grandes matrices e incluso poemas en idiomas extranjeros y todo lo hizo en materia de minutos. A pesar del asombroso desempeño de su memoria, Shereshevski calificó como promedio en las pruebas de inteligencia.
Basado en sus estudios, Lúriya diagnosticó a Shereshevski una forma sumamente fuerte de sinestesia, en la cual el estímulo de uno de sus sentidos produce una reacción en los demás. Por ejemplo, si Shereshevski oía un tono musical él veía un color inmediatamente, un toque activaría una sensación de sabor y así sucesivamente por cada uno de los sentidos. Con las imágenes que produjeron sus sinestesias, él podía aplicar técnicas mnemotécnicas muy conocidas. Por ejemplo, al pensar sobre los números él señaló:

“Tome el número 1. Éste es un hombre orgulloso, bien constituido; 2 es una mujer animosa; 3, una persona oscura; 6, un hombre con un pie hinchado; 7, un hombre con un bigote; 8, una mujer muy robusta. En cuanto al número 87, lo que yo veo es una mujer gorda y un hombre que gira su bigote”.

No hay ninguna duda que él tenía una activa imaginación que sin duda lo ayudó a generar métodos mnemotécnicos útiles. Desgraciadamente para él, su condición le produjo molestias a menudos innecesarias y que le distrajeron. Tenía problemas para memorizar cosas que no tenían un significado literal, y tenía dificultades para recordar rostros, que él señaló como “muy cambiantes”. También tenía problemas cuando leía, pues de vez en cuando las palabras le evocaban recuerdos que le distraían.
Las cosas eran peores cuando, por ejemplo, comía mientras leía. Un ejemplo de las dificultades que él enfrentó en la vida diaria puede verse en esta cita:

“Una vez yo fui a comprar un helado... caminé cerca de la vendedora y le pregunté qué tipo de helado tenía. ‘Helado de fruta’, dijo. Pero ella contestó en tal un tono que un avalancha de carbón, en negras cenizas, se me vino encima en el recuerdo, mientras estallaba en su boca. No pude comprar helado después de que ella había contestado de esa manera...”.

Sus asociaciones mnemotécnicas eran tan fuertes que se dice que podía evocarlos después de muchos años. Después de que él descubrió sus habilidades, Shereshevski se desempeñó como mnemotécnico, pero solo aumentó su confusión mental. Llegó al punto de anotar en papel y quemarlo inmediatamente, en un esfuerzo desesperado por olvidar, pese a que seguía viendo las palabras incluso en las cenizas. Según informes, años más tarde comprendió que podía olvidarse de los hechos con sólo un deseo consciente de quitarlos de su memoria, aunque esto no se verificó del todo.